# Daniel Zaragoza
Daniel Zaragoza (Città del Messico, 11 dicembre 1957) è un ex pugile messicano.
La International Boxing Hall of Fame lo ha riconosciuto fra i più grandi pugili di ogni tempo.

## Gli inizi
Professionista dal 1980.

## La carriera
Campione del mondo dei pesi gallo nel 1985 e dei supergallo dal 1988 al 1990, dal 1991 al 1992 e dal 1995 al 1997.